# الکس تیوس
الکس تیوس (انگلیسی: Alex Tyus؛ زادهٔ ۸ ژانویهٔ ۱۹۸۸) بازیکن بسکتبال اهل ایالات متحده آمریکا است.